# ムービック
株式会社ムービック（英: movic Co.,Ltd.）は、日本の総合エンターテインメント企業。アニメイトグループに属する。

## 概要
「アニメイト」に並ぶキャラクター商品の企画・制作・販売を行う「キャラクターグッズ事業・量販事業」、アニメーションを中心に、劇場映画作品のパンフレットやグッズを企画・制作・販売も行い映画自体の配給と宣伝業務を行う「映画関連事業」、アニメーションや映画作品への出資を行う「出資事業」、キャラクターの各種イベントや催事・物販を行う「イベント事業」（子会社のムービックプロモートサービスを含む。）などの総合コンテンツビジネスを行う、アニメイトグループの中核を成す企業。
かつては東日本地域のアニメイト店舗運営も行っていたが組織改編によりアニメイトの子会社となった。2008年5月「ぷれい★ステーショナリー」シリーズ等を取り扱っているソリッドシアターを吸収。

## トレーディングカードゲーム
プレシャスメモリーズ
エンスカイと共同開発。2010年より順次発売。
プリズムコネクト
エンスカイと共同開発。2015年12月サポート終了。
レベル・ネオ
エンスカイと共同開発。2016年12月サポート終了。
リセ オーバーチュア
team.SILVERBLITZによる開発。2016年より順次発売。

## 製作に関わっている作品

### テレビアニメ
| - ああっ女神さまっ - 藍より青し シリーズ - 青い文学シリーズ - 青の祓魔師 - あさっての方向。 - 明日のよいち! - アマガミSS シリーズ - AMNESIA - アルカナ・ファミリア -La storia della Arcana Famiglia- - アンドロイド・アナ MAICO 2010 - 苺ましまろ - 妖狐×僕SS - ヴァイスクロイツ グリーエン - Venus Versus Virus - うたの☆プリンスさまっ♪ シリーズ - AIR - 永久少年 Eternal Boys - ef - a tale of memories. - ef - a tale of melodies. - Angel Beats! - えんどろ〜! - 狼と香辛料 シリーズ - おおかみかくし - おおきく振りかぶって シリーズ - お兄ちゃんはおしまい! - 俺の妹がこんなに可愛いわけがない シリーズ - カーニヴァル - ガールズ&パンツァー - 会長はメイド様! - 怪物王女 - 革命機ヴァルヴレイヴ - 刀語 - かのこん - Kanon - 神々の悪戯 - 神様になった日 - 君と僕。 シリーズ - ギヴン - 狂乱家族日記 - ギルティクラウン - キルラキル - きんいろモザイク - CLANNAD -クラナド- シリーズ - 黒執事 シリーズ - けいおん! シリーズ - 恋と選挙とチョコレート - 恋は双子で割り切れない - こどものじかん - この青空に約束を― 〜ようこそつぐみ寮へ〜 - この音とまれ! - この醜くも美しい世界 - ささみさん@がんばらない - サムライフラメンコ - さらい屋 五葉 - STEINS;GATE - 神曲奏界ポリフォニカ - 真月譚 月姫 - 人類は衰退しました - スカイガールズ - 好きなものは好きだからしょうがない!! - 洲崎西 THE ANIMATION - ステラ女学院高等科C3部 - Strawberry Panic - すもももももも 地上最強のヨメ - セキレイ シリーズ - 絶園のテンペスト | - 戦国BASARA シリーズ - それでも町は廻っている - DARKER THAN BLACK -黒の契約者- - DARKER THAN BLACK -流星の双子- - 大正野球娘。 - 逮捕しちゃうぞフルスロットル - ちょびっツ - ティアーズ・トゥ・ティアラ - デュラララ!! - 電波女と青春男 - とある科学の超電磁砲 シリーズ - 東京24区 - 咎狗の血 - 七つの大罪 シリーズ - 隠の王 - number24 - 2.5次元の誘惑 - ニセコイ ※製作協力 - にゃんこい! - ノーゲーム・ノーライフ - ノラガミ - ハイスクールD×D NEW - 薄桜鬼 黎明録 - 働くお兄さん! - BACCANO! -バッカーノ!- - 八犬伝―東方八犬異聞― - ハヤテのごとく! シリーズ - PandoraHearts - 緋色の欠片 シリーズ - ひだまりスケッチ シリーズ - 緋弾のアリア - ビビッドレッド・オペレーション - 百花繚乱 サムライガールズ シリーズ - びんちょうタン - フォトカノ - BROTHERS CONFLICT - ぷぎゅる - ペルソナ 〜トリニティ・ソウル〜 - Persona4 the ANIMATION - ぼくたちは勉強ができない - 僕らはみんな河合荘 - ぽぽたん - xxxHOLiC シリーズ - まおゆう魔王勇者 - マギ - 魔法科高校の劣等生 - 魔法少女まどか☆マギカ - まよチキ! - 未来日記 - やはり俺の青春ラブコメはまちがっている。 - 闇の末裔 - 結城友奈は勇者である シリーズ - ゆめりあ - ユリ熊嵐 - 夜明け前より瑠璃色な 〜Crescent Love〜 - 夜桜四重奏 〜ヨザクラカルテット〜 - 恋愛ラボ - LOVELESS - リーマンズクラブ - リストランテ・パラディーゾ - 龍ヶ嬢七々々の埋蔵金 - REC - ローゼンメイデン シリーズ - Rewrite |

### OVA
| - アイ・シティ - アルスラーン戦記 シリーズ - 苺ましまろ シリーズ - 一本包丁満太郎 - ウォナビーズ - 海の闇、月の影 - SMガールズ セイバーマリオネットR - 乙姫CONNECTION - 快刀乱麻 THE ANIMATION - ガルフォース・ザ・レボリューション - 元祖 爆れつハンター - 銃夢 - 強殖装甲ガイバー - 恐怖のバイオ人間 最終教師 - 銀河お嬢様伝説ユナ - Good Morningアルテア - グラビテーション - KO世紀ビースト三獣士 - 甲竜伝説ヴィルガスト - こどものじかん シリーズ - Compiler - シャーマニックプリンセス - ジャングルDEいこう! - 私立荒磯高等学校生徒会執行部 - 聖伝-RG VEDA- | - 卒業 〜Graduation〜 - 誕生 〜Debut〜 - デジタル・デビル物語 女神転生 - 東京BABYLON シリーズ - 闘神伝 - 特務戦隊シャインズマン - ドッグソルジャー - 巴がゆく! - 七都市物語〜北極海戦線〜 - BOUNTY DOG/月面のイブ - 万能文化猫娘 - 秘境探検ファム&イーリー - HUMANE SOCIETY 〜人類愛に満ちた社会〜 - 風魔の小次郎 - フォトン - 不思議の国の美幸ちゃん - プラスチックリトル - ブラックマジック M-66 - BLUE SEED2 - 女神天国 - 魍魎戦記MADARA - 闇の司法官ジャッジ - よつのは - 流星機ガクセイバー - レリックアーマーLEGACIAM |

### アニメ映画
- 青の祓魔師 ―劇場版―
- AURA 〜魔竜院光牙最後の闘い〜
- アルスラーン戦記
- VAMPIRE HUNTER D
- 映画大好きポンポさん
- 映画けいおん!
- CAROL
- 銀幕ヘタリア Axis Powers Paint it, White（白くぬれ!）
- 劇場版ああっ女神さまっ
- 劇場版アニメ 忍たま乱太郎 忍術学園 全員出動!の段
- 劇場版 X -エックス-
- 劇場版 幻想魔伝 最遊記 Requiem 選ばれざる者への鎮魂歌
- 劇場版 戦国BASARA -The Last Party-
- 劇場版ツバサ・クロニクル 鳥カゴの国の姫君
- 劇場版 ハヤテのごとく! HEAVEN IS A PLACE ON EARTH
- 劇場版 遙かなる時空の中で 舞一夜
- 劇場版xxxHOLiC 真夏ノ夜ノ夢
- 劇場版 魔法少女まどか☆マギカシリーズ
- 獣兵衛忍風帖
- 蒼穹のファフナー HEAVEN AND EARTH
- とある飛空士への追憶
- トワノクオン
- Piaキャロットへようこそ!! -さやかの恋物語-
- ベルセルク 黄金時代篇 シリーズ
- 星を追う子ども
- マクロスFB7 オレノウタヲキケ!
- 老人Z
- 幽☆遊☆白書 冥界死闘篇 炎の絆

※配給作品を含む。

### Webアニメ
- ごきチャ!!
- ヘタリアシリーズ
- ニンジャスレイヤー フロムアニメイシヨン

### 実写ドラマ
- 風魔の小次郎
- ここはグリーン・ウッド 〜青春男子寮日誌〜

### 実写映画
- 魁!!男塾
- 忍たま乱太郎
- 忍たま乱太郎 夏休み宿題大作戦!の段
- 劇場版ひぐらしのなく頃に

### オリジナルキャラクターグッズ企画
- E.L.O
- アニメ店長
- ツキウタ。

## 子会社
- ムービックプロモートサービス - キャラクターイベントのイベントパッケージを企画・制作する企業。